# Jules Merviel
Jules Merviel (Saint-Beauzély, Aveyron 29 de septiembre de 1906 - Tolón, 1 de septiembre de 1976) fue un ciclista francés que fue profesional entre 1929 y 1944. Entre sus victorias destaca, por encima de todas, una etapa en el Tour de Francia de 1930.

## Palmarés[2]
- 1926
  - 2º del Campeonato del Mundo amateur en ruta
- 1927
  - Campeón de París
- 1928
  - 1.º en  la París-Evreux
- 1929
  - 1.º en la París-Caed
  - 1.º en el Circuito de Rodez
  - 1.º en  Dreyron
- 1930
  - 1.º en  Yverdon
  - Vencedor de una etapa al Tour de Francia
- 1931
  - 1.º en Yverdon
- 1933
  - 1.º en la París-Tours
  - 1.º en las 24 horas de Montpellier, con Gabriel Marcillac
- 1934 
  - 1.º en la París-Nevers
  - 1.º en el Touquet
  - Vencedor de una etapa de la París-Niza
- 1937
  - 1.º en el Circuito del Allier
  - 1.º en el Circuito del Maine y Loira
  - 1.º en el Critèrium de Var

### Resultados al Tour de Francia
- 1929. 24.º de la clasificación general
- 1930. 21.º de la clasificación general y vencedor de una etapa
- 1935. Abandona (12.ª etapa)

### Resultados al Giro de Italia
- 1932. 49.º de la clasificación general